# Арлян
Арля́н (рос. Арлян, башк. Әрлән) — присілок у складі Янаульського району Башкортостану, Росія. Входить до складу Сандугачівської сільської ради.
Населення — 93 особи (2010; 118 у 2002).
Національний склад:
- удмурти — 91 %